# 길거리 토스트
길거리 토스트(---toast)는 한국의 길거리 음식이다. 버터나 마가린에 구운 식빵 사이에 양배추, 당근, 양파, 파 등 채소를 달걀물에 넣어 부친 소를 넣고 설탕과 케첩 등을 뿌린 토스트 샌드위치이다. 햄이나 슬라이스 치즈를 넣기도 하며, 머스터드를 뿌리기도 한다.
아침으로 많이 먹는 간편식의 하나이다.
한국에 방문한 관광객에게도 인기 있는 음식이며, 외국에서도 "한국식 길거리 토스트(Korean street toast, gilgeori toast)" 등으로 불리며 인기가 있다.